# Liste der Monuments historiques in Les Fins
Die Liste der Monuments historiques in Les Fins führt die Monuments historiques in der französischen Gemeinde Les Fins auf.

## Liste der Objekte
| Bezeichnung | Beschreibung          | Standort                                       | Kennzeichnung | Schutzstatus | Datum | Bild |
| ----------- | --------------------- | ---------------------------------------------- | ------------- | ------------ | ----- | ---- |
| Glocke      | Bronze, 1779 gegossen | Renaud-du-Mont, in der Kirche St-Claude (Lage) | PM25000713    | Classé       | 1942  |      |